# 저우원중
저우원중(중국어: 周文重, 한자음: 주문중, 1945년 8월 ~ )는 중화인민공화국의 외교관으로 2005년 3월부터 2010년까지 미국 주재 중화인민공화국 대사를 지냈다.

## 생애
장쑤성 출신의 저우원중은 영국으로 유학을 떠나 바스 대학교와 런던 정치경제대학교에서 수학하였다.
1990년부터 1993년까지 바베이도스와 앤티가 바부다 주재 대사를 맡다가 1998년부터 2001년까지 오스트레일리아 주재 대사를 지냈다.
저우원중은 외교부에 들어가 1994년 미주 정세국의 부국장을 지내고, 2001년 보조 부장, 2003년 부부장이 되었다.
2005년 미국 주재 중화인민공화국 대사관의 임시와 특명 전권 대사가 되었다.